# Mouvement de Schoenstatt
Le Mouvement de Schoenstatt est une communauté catholique regroupant des laïcs et des personnes consacrées (prêtres, religieuses, célibataires consacrés). Son nom a comme origine le village de Schoenstatt (en allemand « beau lieu »), appartenant à la ville de Vallendar, proche de Coblence (Allemagne).
Il compte environ 100 000 membres distribués en 42 pays dans le monde.

## Histoire
Le mouvement apostolique de Schoenstatt naît de l’intuition du jeune prêtre pallottin Joseph Kentenich (1885-1968), qui se voit confier, en 1912, le soin pastoral d’une maison d’étudiants à Schoenstatt. Dans l’accomplissement de sa tâche, le Père Kentenich ressent bien vite le besoin de conjuguer les vérités de la foi avec les exigences des temps et la nécessité, pour les jeunes  qui lui sont confiés, d’un nouveau type d’éducation qui naisse du plus intime de l’homme et rende les personnes libres et capables de choix responsables.
L’acte de fondation du mouvement est l'alliance d’amour que, le 18 octobre 1914, le Père Kentenich et ses étudiants scellent avec Marie et avec le Dieu un et trine dans une petite chapelle - le sanctuaire - consacrée à Marie. Dans ce sanctuaire, les étudiants confient leur vie à Notre-Dame en lui demandant de faire de la chapelle un foyer pour obtenir la grâce de l’accueil, la grâce de la transformation intérieure et la grâce de l’envoi ou de la fécondité apostolique.
Le pape Pie XI donna sa bénédiction au mouvement apostolique de Schoenstatt en 1922. En 1933, le Père Kentenich envoya les premières Sœurs de Marie en Afrique du Sud. Presque trente ans plus tard, en 1962, il envoya trois Pères de Schoenstatt pour les rejoindre dans leur apostolat au Cap. Deux de ces Pères y œuvrent encore aujourd’hui et servent sans réserve les plus pauvres dans des communautés noires dans un "township" de la banlieue du Cap aussi bien qu’au Transkei. En 1935 et 1936 des Sœurs furent envoyées au Brésil, en Argentine et au Chili. Une première maison en Suisse fut établie par des Sœurs en 1938.

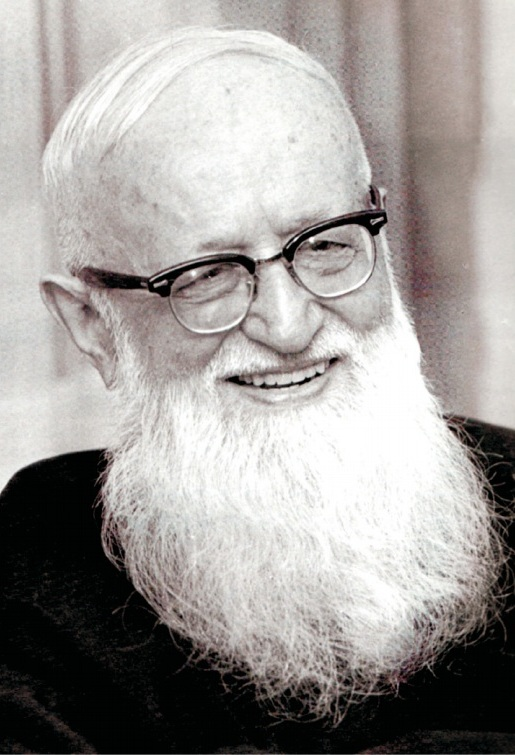
Le fondateur du Mouvement de Schoenstatt, Joseph Kentenich.

Cette expérience deviendra le cœur de la spiritualité du Mouvement et la Chapelle un lieu de pèlerinages mariaux pour des millions de personnes venant du monde entier. L’œuvre, approuvée par l’autorité ecclésiastique en 1964, est aujourd’hui formée de 20 branches qui, sous diverses formes d’engagement, réunissent sur tous les continents des hommes, des femmes, des familles, des jeunes, des prêtres et des laïcs consacrés.

### Spiritualité
La finalité particulière du mouvement est le renouveau spirituel des chrétiens, objectif auquel on tend à travers la promotion d’activités éducatives et religieuses et de projets sociaux, réalisés notamment en collaboration avec d’autres mouvements ecclésiaux.
La devise du mouvement est dédiée à la Sainte Vierge et dit « Rien sans vous. Rien sans nous. »

### Structure
Le mouvement apostolique de Schoenstatt, dont le centre spirituel est représenté par les liens avec Marie, le fondateur et le sanctuaire, est institutionnellement subdivisé en : 
- Mouvement des pèlerins ;
- Ligues apostoliques sans obligation de communauté ;
- Fédérations (ou Unions) apostoliques avec une forme obligatoire non juridique de communauté ;
- Instituts séculiers, avec obligation juridique de communauté. Ils constituent le cœur du Mouvement et ses membres vivent le radicalisme des conseils évangéliques (pauvreté, chasteté, obéissance), sans toutefois prononcer de vœux.

Chacune de ces branches est juridiquement autonome. Le rôle de coordination revient au Praesidium général, constitué des principaux représentants des Instituts et des Fédérations, ainsi que d’un représentant des Ligues apostoliques.

### Diffusion
« Le mouvement apostolique de Schoenstatt compte quelque 96.000 membres, dont 4.400 appartiennent aux instituts et 2.000 aux fédérations. Il est présent dans 42 pays ainsi répartis : Afrique (6), Amérique du Nord (5), Amérique du Sud (9), Asie (5), Europe (17). Environ 10.000 personnes se rendent chaque jour en pèlerinage dans un des sanctuaires du mouvement dispersés dans le monde entier. »

Dans les pays francophones, on peut retrouver des sanctuaires de Schoenstatt au Burundi, en France et en Suisse. En outre, des membres et des projets du mouvement sont présents en : Belgique, Bénin, Congo, Gabon, Haïti, Luxembourg, Monaco, République centrafricaine, République démocratique du Congo, Rwanda et Sénégal.

### Apostolat
Les instituts séculiers du mouvement de Schoenstatt sont actifs dans la direction d'établissements en plusieurs domaines :
- éducationnel et pédagogique : une trentaine d'écoles[7], une université[8] et des centres pédagogiques dans douze pays en Europe et Amérique ;
- famille et mariage : plusieurs associations ou organisations d'aide et soutien à la famille[9],[10],[11],[12] ;
- hospitalier : trois hôpitaux et une école de formation d'aide-infirmiers au Brésil[13] et un groupe de visiteurs de malades dans 25 hôpitaux en Argentine[14] ;

- jeunesse[15] ;

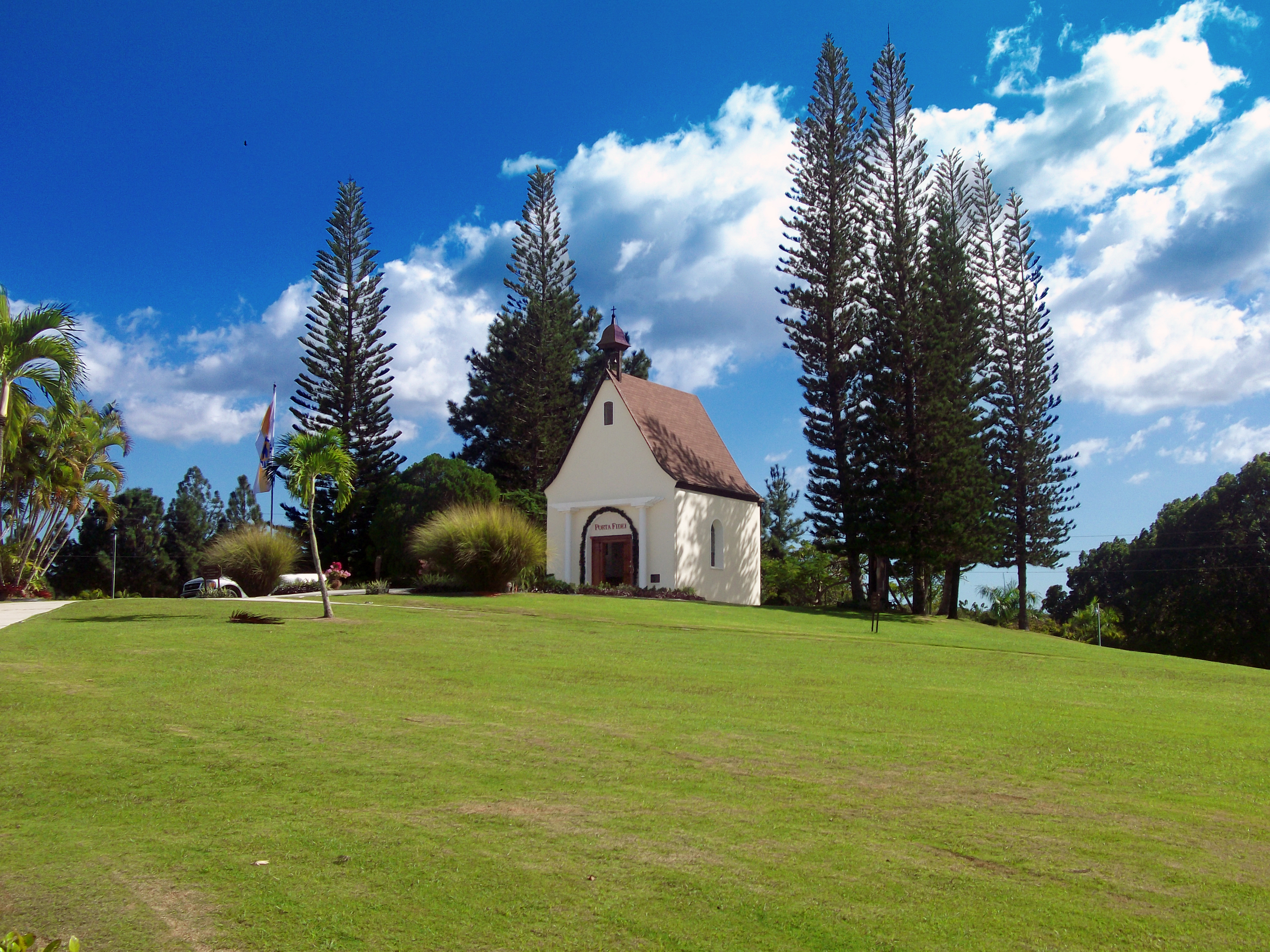
Un des plus de 200 sanctuaires de Schoenstatt construits dans le monde.

- prière : avec le projet « Mère pèlerine », 200 000 icônes circulent de personne en personne[16], dans 94 pays dans le monde[6] parmi les six continents (une icône de Notre Dame de Schoenstatt est présente dans une station de recherches scientifiques en Antarctique[17]) ;
- social : des projets d'aide sociale dans plus de 20 pays dans le monde[18].

## Abus sexuels
En juillet 2020, Alexandra von Teuffenbach (de), historienne de l’Église et théologienne à l'université pontificale du Latran, allègue que Kentenich a manipulé des membres de la communauté, notamment des Sœurs de Marie de Schoenstatt, pour les amener à adopter un comportement sexuellement inapproprié. Von Teuffenbach a cité des accusations particulières trouvées dans des documents des archives de la Congrégation pour la Doctrine de la Foi après que le pape François ait autorisé la consultation de documents concernant le pontificat de Pie XII. Von Teuffenbach affirme que ces accusations sont la raison pour laquelle Kentenich a fait l'objet d'une enquête de la part du père Sebastiaan Tromp (en), Visiteur Apostolique du Sant-Siège, dans les années 1950 et a finalement été séparé du Mouvement de Schoenstatt pendant son exil de 1951-1965,,.
La possibilité d'abus sexuels ou psychologiques a été fermement démentie par la présidence générale du Mouvement de Schoenstatt. Dans une déclaration officielle, le Mouvement a indiqué que les allégations étaient connues depuis longtemps et que le fait que Kentenich ait été réintégré de l'exil par le Vatican en 1965 était preuve que les allégations n'étaient pas considérées comme vraies. Le Mouvement a également déclaré qu'à l'ouverture du procès de béatification de Kentenich en 1975, un nihil obstat ("rien ne s'oppose") a été accordé par l'Église et que celui-ci n'aurait pas été accordé si les accusations précédemment connues s'étaient révélées fondées.
Les Sœurs de Marie de Schoenstatt on également publié leur propre déclaration officielle, car les accusations de von Teuffenbach concernaient particulièrement leur communauté. Les Sœurs rejettent catégoriquement les accusations et affirment que "les générations successives de notre communauté ont connu le fondateur comme une personnalité authentique et crédible". Comme la déclaration de la présidence générale de Schoenstatt, les Sœurs étaient déjà au courant des allégations portées contre Kentenich et ont souligné que lorsqu'il a été réintégré comme fondateur et est revenu de son exil en 1965, toutes les accusations avaient déjà été examinées par l'Église et jugées insuffisamment fondées pour faire une accusation formelle.
Quelques jours après les rapports et les réponses, le postulateur de la cause de Kentenich et les principaux représentants de Schoenstatt ont rencontré l'évêque Stephan Ackermann du diocèse de Trèves. Le résultat final a été l'annonce d'une commission indépendante d'historiens, coordonnée par le diocèse, pour revoir le procès de béatification de Kentenich, une décision qui a été saluée par le père Juan Pablo Catoggio, président international du Mouvement de Schoenstatt. La commission aura également pour tâche de "réconcilier la matériel nouvellement trouvé avec ce qui a déjà été rassemblé et évalué dans d'autres archives par la commission précédente." Au terme de ses travaux, la commission "rédigera un rapport dans lequel elle se prononcera également sur la personnalité et la spiritualité du Père Kentenich telles qu'elles ressortent des documents recueillis".
En mai 2022, le processus de béatification de Kentenich est mis en pause. Stephen Ackermann annonce que « Les discussions des deux dernières années ont montré qu'il était nécessaire de mener des recherches approfondies sur la personne et l'œuvre de Joseph Kentenich ».

## Personnalités
- Joseph Kentenich, religieux de l'ordre des Pallotins, fondateur
- Emilie Engel (de), religieuse allemande
- Franz Reinisch, prêtre allemand décapité par les nazis en 1942
- Joseph Engling, séminariste allemand tué durant la Première Guerre Mondiale
- Francisco Javier Errázuriz Ossa, archevêque émérite de Santiago (Chili)
- Bienheureux Karl Leisner, prêtre du diocèse de Münster, martyr du nazisme
- Bienheureux Gérard Hirschfelder, prêtre martyr du nazisme
- René Lejeune, intellectuel français
- Heinrich Tenhumberg, ancien évêque de Münster
- Robert Zollitsch, évêque de Fribourg-en-Brisgau et président de la Conférence épiscopale allemande
- Jean Pozzobon, initiateur de la campagne de la Mère pèlerine de Schoenstatt
- Heinrich König, prêtre allemand, mort de septicémie dans le camp de concentration de Dachau en 1942
- Alexandre Awi Mello (pt), prêtre brésilien, secrétaire du dicastère pour les laïcs, la famille et la vie

## À voir